# John Graham (kierowca)
John Graham (ur. 22 października 1966 roku w Belfaście) – kanadyjski kierowca wyścigowy.

## Kariera
Graham rozpoczął karierę w wyścigach samochodowych w 1983 roku od startów w wyścigu SCCA Budweiser Can-Am Challenge oraz w Can-Am - U2. W Can-Am - U2L trzykrotnie stawał na podium. Z dorobkiem 270 punktów uplasował się na trzeciej pozycji w klasyfikacji generalnej. W późniejszych latach Kanadyjczyk pojawiał się także w stawce IMSA Camel GTO, Budweiser/7-Eleven Can-Am Series, IMSA Camel GT Championship, Can-Am, FIA World Endurance Championship, World Sports-Prototype Championship, American Racing Series, IMSA Camel GTP Championship, IMSA Camel Lights, ASN Canada FIA Rothmans Porsche Turbo Cup, Formula 3000 World Cup, IMSA World Sports Car Championship, 24-godzinnego wyścigu Le Mans, American Le Mans Series, Grand American Rolex Series, 1000 km Le Mans, NASCAR Busch Series, ARCA Series, FIA GT3 European Championship oraz Continental Tire Sports Car Challenge.